# Musique amérindienne

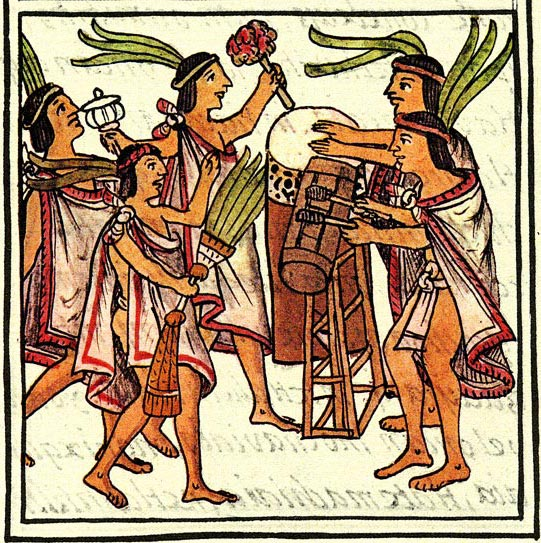
Musiciens aztèques.

La musique amérindienne (ou musique autochtone) est celle pratiquée par les peuples premiers vivant en Amérique. Les Autochtones sont les peuples autochtones dont la présence précède toute colonisation occidentale. Organisés en véritable empire ou en simple tribu, on en retrouve trace sur l'ensemble du continent où l'on distingue les Nord-Amérindiens, les Méso-Amérindiens, les  Amérindiens des Antilles et les Sud-Amérindiens. Il est difficile de mesurer l'exacte place de la musique au sein de civilisations disparues, mais l'archéologie musicale permet d'apporter quelques renseignements tant par l'étude des instruments recueillis que par celle des figurations diverses. 
Le regain d'intérêt depuis quelques décennies pour ces peuples a sans doute permis de sauver une partie du patrimoine oral encore en leur possession, fragilisé par une difficile cohabitation avec le monde moderne ; cette  reviviscence est aussi une menace pour ce patrimoine, par assimilation avec des éléments de cultures exogènes (européenne ou africaine).

## Musique nord-amérindienne

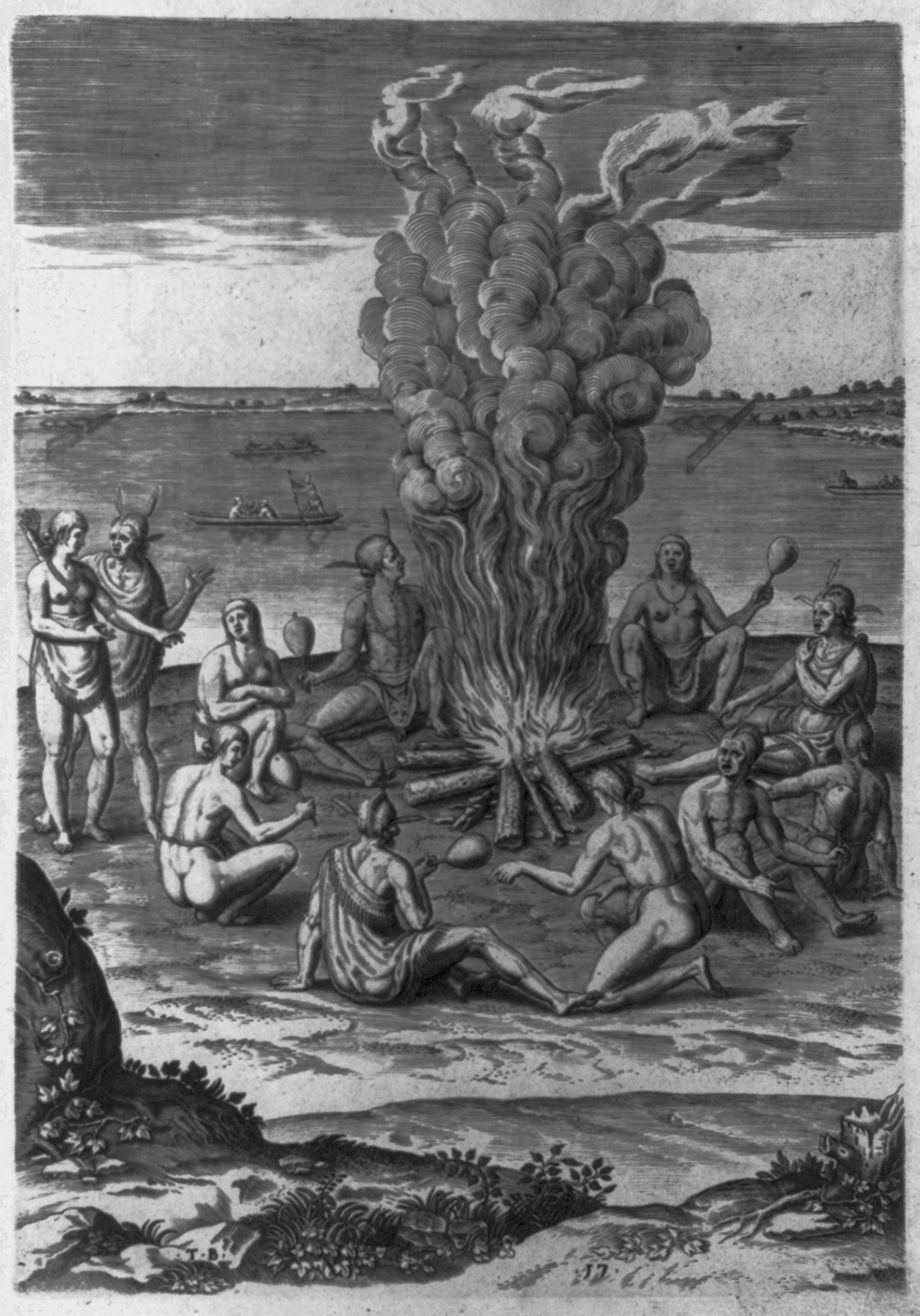
Cérémonie en 1590.

Les Nord-Amérindiens sont des tribus (native americans, american Indians, First Nations, « Indiens des plaines », « Indiens des bois ») vivant essentiellement au Canada, aux États-Unis et au Mexique : Abénaquis, Aymara, Algonquins, Aléoutes, Apaches, Athabaskans, Blackfeet, Cherokees, Comanches, Cris, Creeks, Dakotas, Hopis, Hurons, Innus, Iroquois, Kiowas, Lakotas, Malécites, Métis, Micmacs, Mohawks, Mohicans, Muskogees, Navajos, Natchez, Ojibwés, Païutes, Pawnees, Pueblos, Salish, Séminoles, Shoshones, Sioux, Tohono O'odham, Yupiit, Yurok, et Zuñis. Des recherches archéologiques démontrent l'existence de musiques nord-amérindiennes dès le VIIe siècle, toutefois les premières traces écrites ne remontent qu'à l'époque des conquistadors, et les premières études académiques n'ont commencé qu'au XIXe siècle.

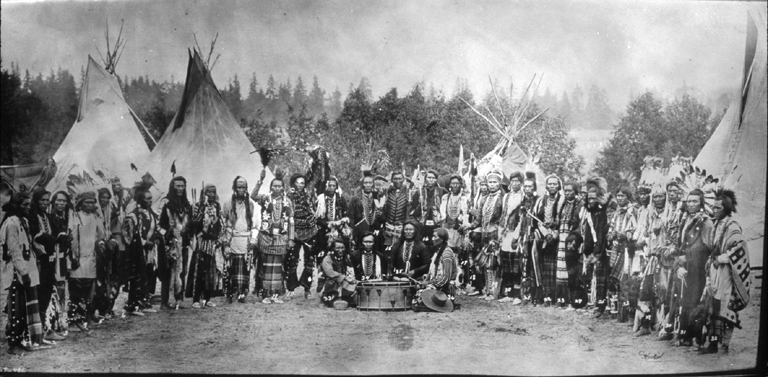
Tribu salish.

La musique vocale est généralement syllabique et peut être en solo, en chœur ou responsoriale, à l'unisson ou plus rarement en polyphonie. Elle est accompagnée de tambours, de rhombe et de racles dont le rythme augmente à mesure. Parmi les chants à texte (souvent entrecoupés de chants syllabiques), il en est des secrets (pour les cérémonies) et des publics (pour l'histoire, les récoltes, l'agrément, etc.). Les déclamations rituelles sont aussi considérées comme des chants, de même que les hymnes tribaux en référence aux drapeaux. Il existe aussi des chants de courtoisie, des chants de guérison, des chants à danser et des mélodies populaires inspirées des immigrés européens.
La musique joue un rôle social important de transmission orale de la culture des tribus et de maintien de leur identité – celle-ci reste toutefois sujette à caution étant donné que les premiers rapports écrits sont dus à des immigrants. La tradition raconte comment elle est héritée des divinités, les rituels portant la marque de leur créateur ou de leur tribu. Bien que les styles et les usages soient variés, il est un fait commun entre les tribus ; c'est le lien entre musique et pouvoir : celui personnel du musicien d'abord, mais aussi celui du chant ou du rituel et des divinités invoquées. Bien des instruments, des musiques ou des chants sont réservés aux hommes ou aux femmes, qui sont souvent des chanteuses d'appoint ou des danseuses.
Historiquement, le style du « Grand Bassin » semble être le plus ancien et le plus répandu ; il est possible qu'il soit originaire du Mexique et qu'il se soit propagé ensuite avec ses rythmes simples et ses échelles pentatoniques. Il est possible qu'il ait subi l'influence de trois styles asiatiques venus par le détroit de Béring.
Le pan-tribalisme est l'adoption syncrétique de traditions de communautés externes. En réponse à la création des États-Unis et du Canada, les Amérindiens forgent une identité commune en inventant la musique pan-tribale, avec des pow-wows, des chants de peyotl et les danses des Esprits, danses du Soleil et grass dance (« grass dance »). Bien souvent il s'agit de chants syllabiques se situant au-delà des langues diverses.
En plus des traditions vocales et percussives propres à chaque tribu, il existe aussi des musiques pan-tribales modernes telles que les poésies chantées de John Trudell, les chants de peyotl de Verdell Primeaux et Johnny Mike, les waila (chicken scratch) des Joaquin Brothers et les musiques métissées au jazz, au funk ou à la soul de Martha Redbone.

### Variétés régionales

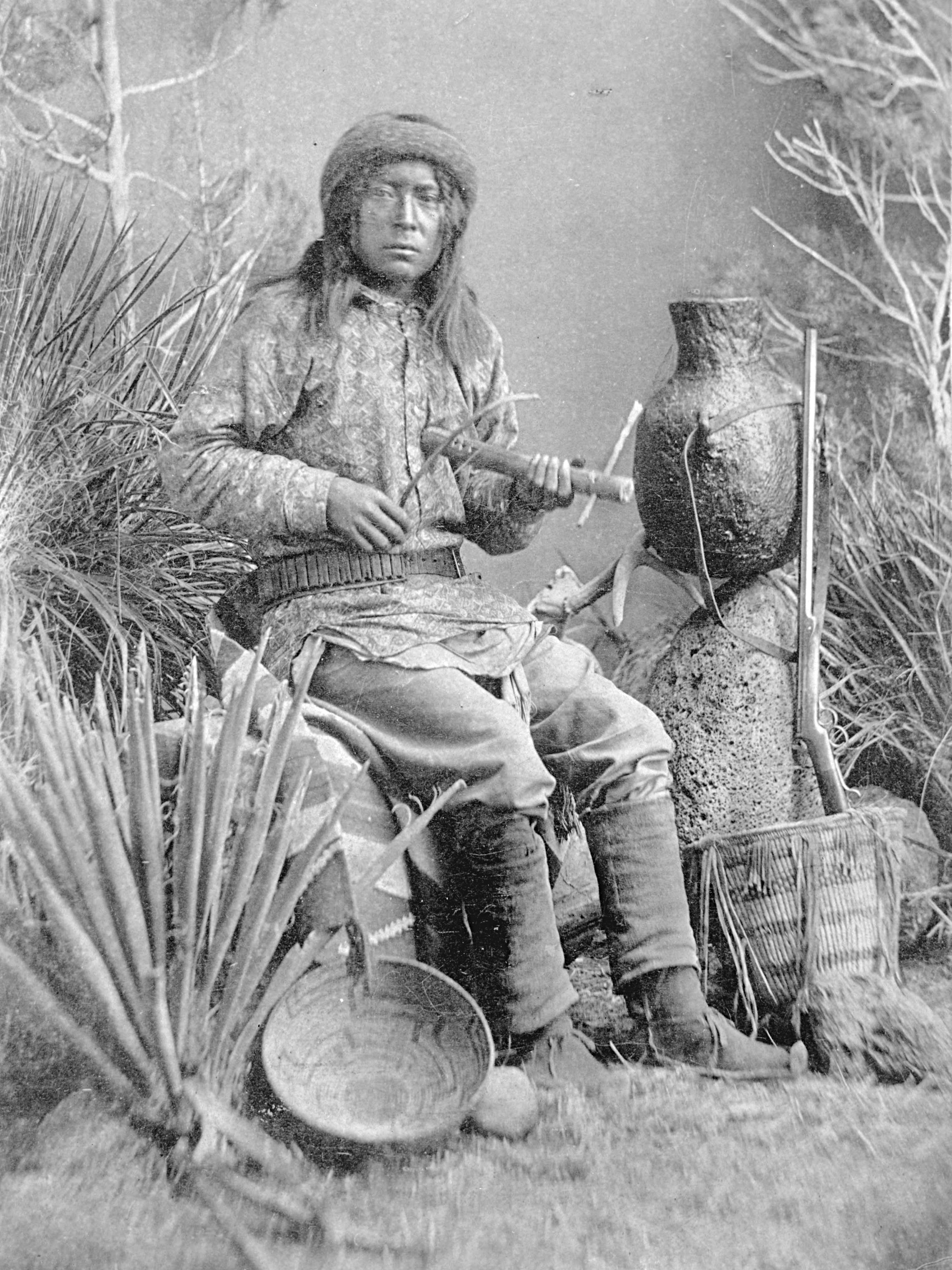
Vièle apache.

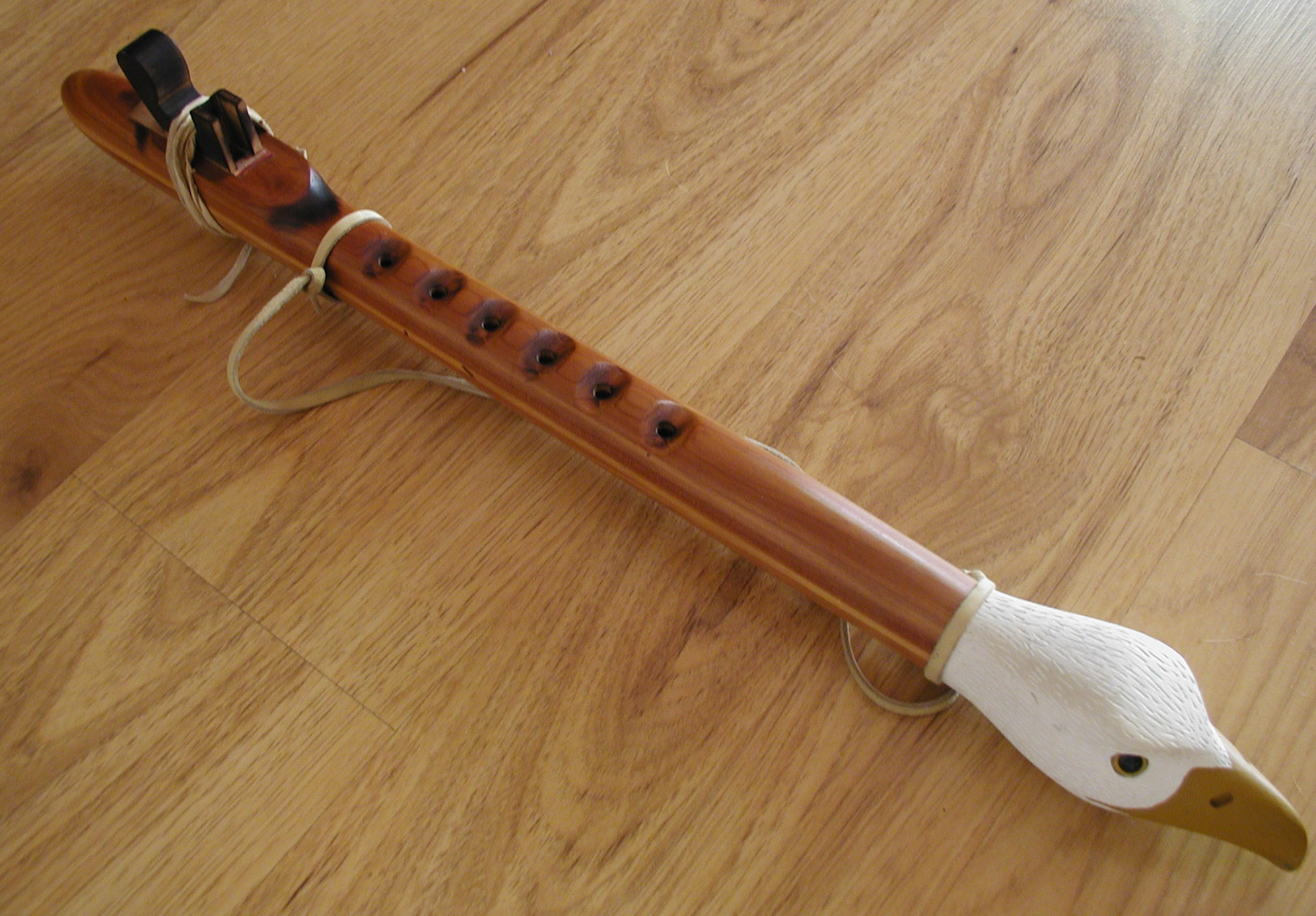
Siyotanka.

- Sud-ouest : cette zone aride allant de la Californie au Mexique abrite les Athabaskans (scindés en tribus navajo et apache) qui chantent des monophonies nasillardes, accompagnées de tambours ou du « violon apache », le tsii'edo'a'tl (« bois qui chante »)[9]. Cette musique simple se rapproche de celle du « Grand Bassin » avec une forme strophique, l'emploi du falsetto, d'échelles tritonique ou tétratonique, et des intervalles mélodiques typiquement d'une quarte ou d'une quinte. Les Pueblos chantent des monophonies basses, lentes et complexes (en cinq sections divisées en plusieurs phrases. Avec les Hopis et les Zuñis, les Pueblo de Taos ont l'une des plus riches musiques du continent, employant des échelles musicales variées (hexatonique ou heptatonique) sur un registre de deux octaves. La musique des Pimas et des Papagos est assez similaire[10]. Les Yumans (Pomos, Miwak, Luiseños, Catalineno, Gabrielino, Mojaves, Havasupai et Maricopa) usent d'échelles pentatoniques sans demi-tons, de rythmes simples, d'un registre d'une octave dans un chant coulé, sans tension. Ils usent également d'une élévation régulée de la hauteur des sons composant une mélodie structurée en sections de notes groupées[11].

- Forêts de l'est : cette zone comprend l'est des États-Unis et du Canada et va du fleuve Mississippi jusqu'à l'Atlantique ; elle se distingue par l'emploi unique de structure antiphonique ou responsoriale par les Nord-Amérindiens. Les chants sont complexes rythmiquement, avec de fréquents changements de mètre, des cris et des échelles pentatoniques anhémitoniques (sans demi-ton)[12]. Les flûtes et les sifflets sont des instruments solistes, et de nombreux tambours ou racles sont aussi utilisés. On y rencontre des styles plus complexes chez les Creeks, Yuchis, Cherokees, Chactas, Iroquois, Algonquins, Delawares, Pentagouets et Chaouanons[12].

- Grandes Plaines : cette zone se situe au cœur du continent allant du Midwest jusqu'au Canada. Cette musique est monophonique, et le chant, nasillard usant de hauteurs ou fréquences élevées en falsetto, est découpé en strophes répétitives. On y emploi de gros tambours ainsi que des flûtes (Siyotanka). Les tribus concernées sont les Pieds-Noirs, Crows, Dakotas, Cheyennes, Arapahos, Kiowas et Comanches, dont la musique dépend fortement des Plains Pueblo. Cette musique est caractérisée par une tension vocale extrême, un registre de presque une octave avec un fort emploi de la quarte parfaite en échelle tétratonique et une descente en palier de la mélodie[13].

- Grand Bassin : cette zone comprend la région désertique de l'Utah, du Nevada et de l'Oregon (avec les Païutes, Utes, Shoshones, Modocs et Klamaths). Cette musique est simple, monophonique, discrète et ornementée, caractérisée par de courtes mélodies appariées (AA BB CC AA BB CC) et répétées, au registre inférieur à une octave (parfaite quinte) et aux échelles tétratoniques (parfois ditonique ou tritonique), avec des chants à la voix relaxée. Ce style s'est propagé aux « Grandes Plaines » par la religion Ghost Dance. Due à son isolement, cette musique est considérée comme étant la source originale de bien d'autres du continent[14].

- Côte du nord-ouest : cette zone s'étend de la Colombie-Britannique à l’État de Washington et est peuplée par les Kwakwaka'wakw, Nuu-chah-nulth, Tsimshians, Makah, Quileute et ceux formant les nations salish (Nlaka'pamux, Nuxálk et Sliammon). Cette musique est monophonique avec une voix ouverte, mais des polyphonies existent aussi avec des bourdons et des intervalles parallèles à forme antiphonale et responsoriale. De longues mélodies chromatiques déclamatoires aux rythmes complexes la caractérisent également, ainsi que l'emploi d'une très riche instrumentation comprenant sifflets, flûtes, trompes et tambours[15].

- Arctique : cette zone comprend l'Alaska, les Territoires du Nord-Ouest, le Yukon, le Nunavut et le Groenland, peuplés par les Inuits qui sont pas considérés comme un peuple premier amérindien. La musique inuite est des plus simples ; elle est bien à part avec notamment un chant de gorge ludique rare en ce continent, des mélodies au registre restreint d'une sixte, des proéminences de tierces, des effets déclamatoires ou répétitifs avec des récitatifs et une rythmique à peine plus complexe formée d'un accompagnement de tambour sur cadre ou de box drum[15]. La présence du violon primitif tautirut suscite le débat car on ne sait s'il s'agit d'un instrument ancien, ou dérivé de ceux des colons.

## Musique méso-amérindienne
Il s'agit des peuples apparus dans la région de l'Amérique centrale comprenant aujourd'hui le Belize, le Costa Rica, le Guatemala, le Honduras, le Nicaragua et une partie du Mexique : Aztèques, Chichimèques, Huaxtèques, Huichols, Mayas, Mixtèques, Olmèques, Otomis, Pipils, Quichés, Tarahumaras, Tarasques, Teotihuacan, Tépanèques, Toltèques, Yaquis, et Zapotèques.
À la suite de l'extermination enclenchée par Hernán Cortés, la musique précolombienne a quasi disparu avec les grandes cultures de cette région. La musique y avait une importance cultuelle essentielle puisqu'elle accompagnait les cérémonies sacrificielles et était aussi associée à de nombreuses danses, ou plus simplement aux activités domestiques. Bien qu'il subsiste aujourd'hui[Quand ?] des poches d'Amérindiens ayant conservé une langue et des traditions ancestrales, il est difficile de dire qu'elles ont été préservées de toute influence hispanique. Au contraire, la musique de ces populations est devenue folklorique, en intégrant des éléments de la musique espagnole, soit dans la langue, soit dans l'instrumentation, soit dans le style ou le genre.
Le Cantares Mexicanos est un recueil de chants en nahuatl datant du XVIe siècle ; c'est l'un des rares témoignages ancien rendant compte de la musique précolombienne.

## Musique sud-amérindienne
Il s'agit des nombreuses tribus ou nations apparues en Amazonie (Achuar, Chipaya, Guaranis, Kogi, Shiwiar, Shuars, Wayãpi, Xingu, Zápara), dans les Andes (Amahuara, Mochica, Nazcas, Tiahuanaco), ou dans la pampa (Alakalufs, Otavalos, Puelches, Selknams, Tehuelches et Yagans) en marge des civilisations aymara, chibchas, incas, mapuche ou Quechuas.
La musique précolombienne a eu un destin particulier car si elle a disparu en l'état avec les grandes cultures du continent exterminées par les conquistadors, elle a pu être préservée dans des poches de territoires très isolées au sein de petites tribus, et au sein de l'importante minorité amérindienne subsistante, ayant aussi subi l'influence de la culture européenne tant et si bien que l'on[Qui ?] devrait parler plus proprement de musique métissée à son égard. Étant donné l'impraticabilité du terrain et l'importance de la population amérindienne avant l'arrivée des Espagnols et des Portugais (et des Français et Néerlandais), un grand nombre d'Amérindiens sont métissés et intégrés au sein du vaste empire colonial, contrairement à ceux du Nord qui furent décimés.
Il faut distinguer les musiques précolombiennes (subsistant dans des tribus amazoniennes) des musiques folkloriques (métissées dans les régions andines et les pampas) bien que toutes deux soient interprétées pas des Amérindiens ou leurs descendants. Parmi les musiques folkloriques, il en est aussi ayant subi l'influence de l'importation massive des esclaves noirs (et de leurs cultures), au Brésil notamment.
Enfin il existe aussi un important répertoire de musique baroque apporté par les missionnaires jésuites au XVIIe siècle, et dont seuls certains Amérindiens (les Mojos et les Chiquito) sont encore dépositaires grâce à des partitions recopiées de génération en génération.